# Me at the Zoo
Pour la première vidéo de YouTube, voir Me at the zoo.
Me at the Zoo (stylisé ME @ THE ZOO) est un film documentaire américain écrit et réalisé par Chris Moukarbel et Valerie Veatch en 2012.
Il a été présenté au Festival de Sundance 2012.

## Synopsis
Le film traite de la vie du blogueur Chris Crocker, qui s'est rendu célèbre sur internet en publiant des vidéos, notamment Leave Britney Alone. Le film explore aussi comment le partage de vidéos et les réseaux sociaux ont transformé la façon dont les gens partagent leurs histoires de vie.

## Fiche technique
- Titre : Me at the Zoo
- Réalisation : Chris Moukarbel et Valerie Veatch
- Scénario : Chris Moukarbel et Valerie Veatch
- Genre : film documentaire
- Langue : anglais
- Durée : 90 minutes
- Pays d'origine : États-Unis
- Dates de sortie :
  -  Festival de Sundance 2012 : 21 janvier 2012
  -  États-Unis : 25 juin 2012 sur HBO (TV)

## Distribution
- Chris Crocker